# Tipula (Vestiplex) centralis
Tipula (Vestiplex) centralis is een tweevleugelige uit de familie langpootmuggen (Tipulidae). De soort komt voor in het Nearctisch gebied.